# Otto Suermondt

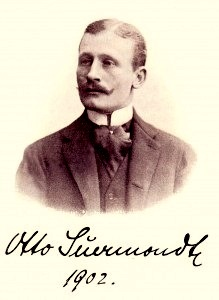
Otto Suermondt

Otto Suermondt (* 28. September 1864 in Aachen; † 25. Januar 1941 in Berlin-Karlshorst) war einer der erfolgreichsten Herrenreiter des deutschen Galopprennsports.

## Leben
Otto Suermondt war der Sohn des Unternehmers, Kunstmäzens und Gründers des Aachener Suermondt-Museums Barthold Suermondt und der Industriellentochter Nancy Haniel. Zusammen mit seinem älteren Halbbruder Henry Suermondt war er einer der erfolgreichsten Reiter des deutschen Galopprennsports der damaligen Zeit. Von 1890 bis 1895 hatte er das deutsche Herrenreiter-Championat inne.
Otto Suermondt begann zwar in Cambridge ein Studium der Rechtswissenschaften und der Nationalökonomie, meldete sich aber bereits 1886 zu den Dragonern in Darmstadt. Sein Halbbruder Henry, mittlerweile Besitzer eines eigenen Gestüts, wurde nun auf Otto aufmerksam und vertraute ihm einen Teil seiner Pferde für diverse Wettbewerbe an. Derart unterstützt errang der zwischenzeitlich zum Rittmeister beförderte Otto Suermondt in den folgenden Jahrzehnten bei 1463 Ritten 506 Siege, darunter in den Jahren 1890 bis 1895, 1897, 1899 und 1900 das deutsche Herrenchampionat. Damit führt er die „Liste der Unsterblichen“ des Verbandes Deutscher Amateurrennreiter an. Der Amateurrennsport hat heute nicht mehr die Bedeutung, die er vor dem Ersten Weltkrieg hatte. Damals musste ein Offizier im Rennen seinen Mut beweisen und die Teilnahme an Hindernisrennen war für die Offiziere aller Waffengattungen selbstverständlich und fast schon Teil des Dienstplans. Damit wird der Rekord von Otto Suermondt wohl ein Rekord für die Ewigkeit sein. 
Darüber hinaus setzte sich Otto zusammen mit seinem Halbbruder Henry für die Fortführung der von seinem Großvater James Cockerill mitgegründeten Pferderennen auf dem Brander Feld vor den Toren Aachens ein. Zur besseren Förderung gründeten sie dazu gemeinsam im Jahre 1870 den Aachener Rennverein, der das betreffende Gelände pachtete und sich nun für die nächsten Jahre für die Austragung dieser Rennen verantwortlich zeigte.
Ein Sturz am 27. Juli 1903, bei dem er sich schwer verletzte, beendete die erfolgreiche aktive Karriere von Otto Suermondt. Er verstarb unverheiratet in Berlin-Karlshorst und fand seine letzte Ruhestätte in der Familiengruft auf dem Aachener Westfriedhof. Er hinterließ eine uneheliche Tochter.